# Hugues de Miramar
Hugues de Miramar (Hugo de Miromari/de Miramars) est un religieux chartreux à Montrieux (1236? - 1250?), prieur, auteur de divers ouvrages de musique et de théologie.

## Parcours
Il enseigna le droit canon, comme professeur de droit à l'université, devint archidiacre de Maguelone puis entra à la Chartreuse à la suite d'un rêve où lui apparut la Vierge Marie : profès à la Chartreuse de Montrieux, il en devint prieur (de 1240 à 1243), et y mourut à une date inconnue, sans doute autour de 1250, après avoir écrit une douzaine d'ouvrages religieux, de chants et de théologie comme un traité sur le chiffre 4, lequel nous est parvenu, ainsi  que le plus célèbre d'entre eux, le De hominis miseria, mundi et inferni contemptu, un traité de spiritualité et de morale présentant en même temps des traits 'autobiographiques'. 

## Archidiacre de Maguelone
«  Mais, pour garder l'ordre du temps, je crois devoir faire ici mention d'un Archidiacre de Maguelone, à l'honneur duquel le Chapitre fit graver de beaux vers à la façon de ce tems-là. C'étoit Hugues de Miramar, homme pieux et savant, qui composa plusieurs traités qu'il écrivit sur du beau vélin, tels qu'on les voit encore dans la Chartreuse de Montrieux, Diocèse de Marseille, où il se retira sur la fin de ses jours. En quittant son Archidiaconie, il fit présent à l'Église de Maguelone de treize grands Livres de chant, dont le Chapitre voulant témoigner sa reconnaissance, fit graver les vers suivans, qu'on voyoit à Maguelone avant les troubles de la Religion, ce qui nous apprennent que ce présent fut fait en 1236 & que le Chapitre prit toutes les précautions qu'il put pour conserver ces Livres, même en employant la voie d'excommunication.

Anno milleno, ter deno cumque duceno 

Sextos jucondâ septembris luce secundâ s

Libres divinos denos dédit utique trinos 

Illos y totales fuerint mel particulares. 

Hoc À Pasiore sententia fertury ab ore 

Papa firmata : tua sint Hugo dona beata, 

Egregia vit, venerabilis Archilevitx, 

Perpétua donis domus hoc Ut et  vir Hugonis »
— Charles d'Aigrefeuille,  Histoire de la ville de Montpellier, Volume 2